# Norrstig en Saltvik
Norrstig en Saltvik (Zweeds: Norrstig och Saltvik) is een småort in de gemeente Härnösand in het landschap Ångermanland en de provincie Västernorrlands län in Zweden. Het småort heeft 171 inwoners (2005) en een oppervlakte van 34 hectare. Eigenlijk bestaat het småort uit twee plaatsen: Norrstig en Saltvik.